# Rick Bryan
Rick Don Bryan (Tulsa, 20 marzo 1962 – Coweta, 25 luglio 2009) è stato un giocatore di football americano statunitense che ha militato nel ruolo di defensive end nella National Football League (NFL).

## Carriera
Al college Bryan giocò a football a Oklahoma dove fu premiato per due volte come All-American. Fu scelto come nono assoluto nel Draft NFL 1984 dagli Atlanta Falcons. Dopo la sua prima stagione fu premiato come rookie difensivo dell'anno della NFC. Trascorse tutti i nove anni della carriera professionistica con i Falcons, di cui è al decimo posto nella classifica di tutti i tempi per sack in carriera e ottavo per yard perse. Fu costretto al ritiro da diversi infortuni, inclusi al collo, alla schiena e al tendine d'Achille. Nel 1989 gli fu diagnosticato un danno al nervo spinale ma continuò a giocare e disputò tutte le 16 partite come titolare nelle successive due stagioni.